# Myre (Øksnes)
Pour les articles homonymes, voir Myre.
Myre est une localité de l'île de Langøya du comté de Nordland, en Norvège.

## Description
Myre est le centre administratif de la kommune d'Øksnes. Myre est l'un des plus grands village de pêcheurs de l'archipel des Vesterålen avec une importante industrie de transformation du poisson où la production principale est le filet congelé.
L'église de Myre (Myre Church (en), fondée en 1979, est dans le village.